# أي تومينغا
أي تومينغا (باليابانية: 冨永愛) هي عارضة وعارضة أزياء وممثلة يابانية، ولدت في 1 أغسطس 1982 بساغاميهارا في اليابان.

## وصلات خارجية
- أي تومينغا على موقع IMDb (الإنجليزية)
- أي تومينغا على موقع قاعدة بيانات الفيلم (الإنجليزية)
- أي تومينغا على موقع دليل عارضات الأزياء (الإنجليزية)